# Circuit snubber

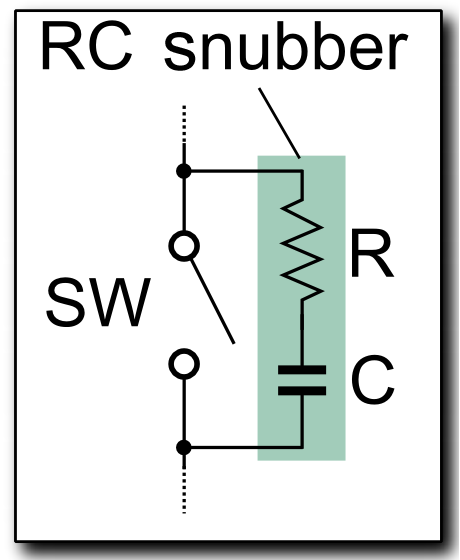
Esquema d'apagadors RC.

Esquema d'un convertidor flyback amb un amortiguador RCD.

Un circuit snubber és un dispositiu que s'utilitza per suprimir ("snub") un fenomen com ara transitoris de tensió en sistemes elèctrics, transitoris de pressió en sistemes de fluids (causats, per exemple, per cop d'ariet) o excés de força o moviment ràpid en sistemes mecànics.
Els amortiguadors s'utilitzen freqüentment en sistemes elèctrics amb una càrrega inductiva on la interrupció sobtada del flux de corrent condueix a una gran força contra-electromotriu: un augment de la tensió a través del dispositiu de commutació de corrent que s'oposa al canvi de corrent, d'acord amb la llei de Faraday. Aquest transitori pot ser una font d'interferència electromagnètica (EMI) en altres circuits. A més, si la tensió generada a través del dispositiu supera el que es pretén tolerar, pot danyar-lo o destruir-lo. L'apagador proporciona un camí de corrent alternatiu a curt termini al voltant del dispositiu de commutació de corrent perquè l'element inductiu es pugui descarregar de manera segura. Els elements inductius sovint no són intencionats, i sorgeixen dels bucles de corrent implicats pels circuits físics com ara cables llargs i/o tortuosos. Tot i que la commutació de corrent és a tot arreu, generalment només calen amortidors on es canvia un camí de corrent important, com ara les fonts d'alimentació. Els amortidors també s'utilitzen sovint per evitar l'arc entre els contactes dels relés i els interruptors, o les interferències elèctriques, o la soldadura dels contactes que es poden produir (vegeu també la supressió de l'arc).

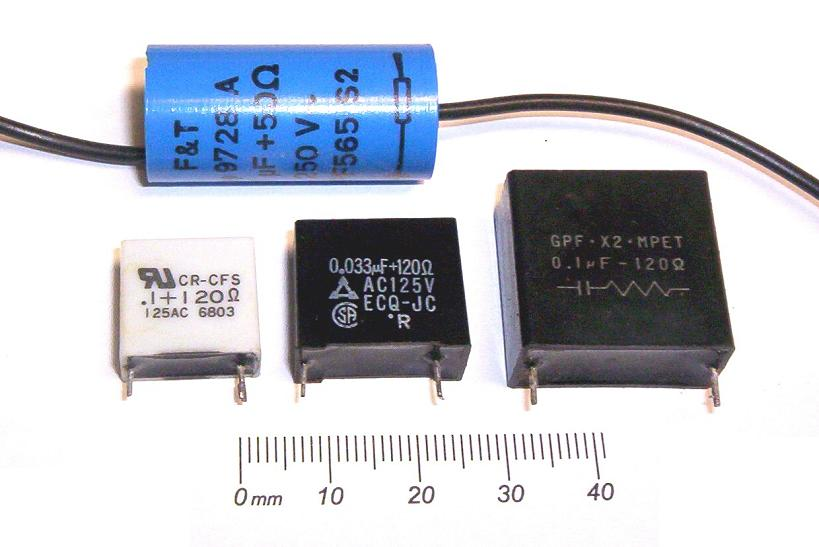
Snubbers amb components reals RC.

Un simple amortiguador RC utilitza una petita resistència (R) en sèrie amb un petit condensador (C). Aquesta combinació es pot utilitzar per suprimir l'augment ràpid de tensió a través d'un tiristor, evitant l'encesa errònia del tiristor; ho fa limitant la velocitat d'augment de la tensió ({\displaystyle dV/dt}) a través del tiristor fins a un valor que no l'activarà. Es pot utilitzar un amortidor RC dissenyat adequadament amb càrregues de CC o CA. Aquest tipus d'amortidor s'utilitza habitualment amb càrregues inductives com ara motors elèctrics. La tensió a través d'un condensador no pot canviar de manera instantània, de manera que un corrent transitori decreixent fluirà a través d'ell durant una fracció de segon, permetent que la tensió a través de l'interruptor augmenti més lentament quan s'obre l'interruptor. La determinació de la tensió nominal pot ser difícil a causa de la naturalesa de les formes d'ona transitòries, i es pot definir simplement per la potència nominal dels components de l'amortidor i l'aplicació. Els amortidors RC es poden fabricar de manera discreta i també es construeixen com un sol component (vegeu també la cèl·lula Boucherot).